# Príncipe de Asturias (R 11)
La Príncipe de Asturias (distintivo ottico: R 11) è stata una portaeromobili a propulsione convenzionale e ammiraglia dell'Armada Española fino alla sua dismissione nonché la nave più grande della flotta spagnola, quando, nel 2010, è stata superata dalla LHD Juan Carlos I (L-61) da 27.000 t. Essa è stata inoltre la seconda nave più grande per tonnellaggio di dislocamento superando anche le LPD della classe Galicia da 13.000 t.

## Costruzione
Unica della sua classe, è stata costruita con criteri derivati dalle imbarcazioni commerciali. Essa non aveva una velocità molto elevata (27 nodi) né una struttura particolarmente robusta (praticamente lo standard era quello mercantile), tanto meno un armamento pesante (4 CIWS Meroka), ma è stata realizzata così per ottenere uno scafo che fosse sufficientemente economico da avere grande capacità di trasporto di aerei senza spese eccessive per la sua realizzazione. Praticamente era la riedizione del concetto di portaerei di scorta del periodo bellico, avendo abbandonato l'idea di costruire una portaerei "classica" a causa del suo costo e decidendo di scegliere il concetto americano di Sea Control Ship (SCS), che però a metà degli anni '70 era stato abbandonato dalla stessa US Navy. Poteva imbarcare fino a 29 tra aviogetti Matador AV-8B+ ed elicotteri. Aveva una lunghezza di 196 metri, e un dislocamento di circa 17.200 tonnellate a pieno carico.
La HTMS Chakri Naruebey, portaerei in servizio con la Reale Marina Militare Thailandese, è stata costruita negli stessi cantieri Bazan con un progetto similare.
La nave doveva essere originariamente battezzata Almirante Carrero, ma opportunità politiche fecero decadere questa scelta; successivamente si pensò a nomi come Lepanto ed España, ed infine, ad una sola settimana dal varo, al nome attuale, utilizzato varie volte nella storia della marineria militare spagnola.
Nel settembre 2010 è diventata operativa un'unità da assalto anfibio con capacità portaerei, la Juan Carlos I, dalla quale possono operare gli stessi mezzi aerei che hanno operato sulla Príncipe de Asturias.
Nel novembre 2012 si decise di dismettere la nave, la cerimonia di dismissione avvenne il 6 febbraio 2013.
L'unità fu venduta ad un consorzio spagnolo-turco nel 2016 e demolita ad Aliaga nel 2017.
Dal 10 al 21 dicembre 1994, nell'ambito delle operazioni UNPROFOR, è stata la nave comando del Grupo Naval Operativo 81-01 in Adriatico.
Operativamente, insieme alle sue unità di scorta formava il GRUPO DE PROYECCION DE LA FLOTA (GRUFLOT), gruppo di proiezione aeronavale normalmente al comando di un contrammiraglio (COMGRUFLOT), e in presenza di navi da assalto anfibio operava da piattaforma di comando tattico per le operazioni di sbarco. Essa stessa era in grado di ospitare una compagnia di fanteria di marina, avendo quindi proprie capacità operative anfibie che avrebbe esercitato attraverso i propri elicotteri da trasporto.

## Gruppo aereo

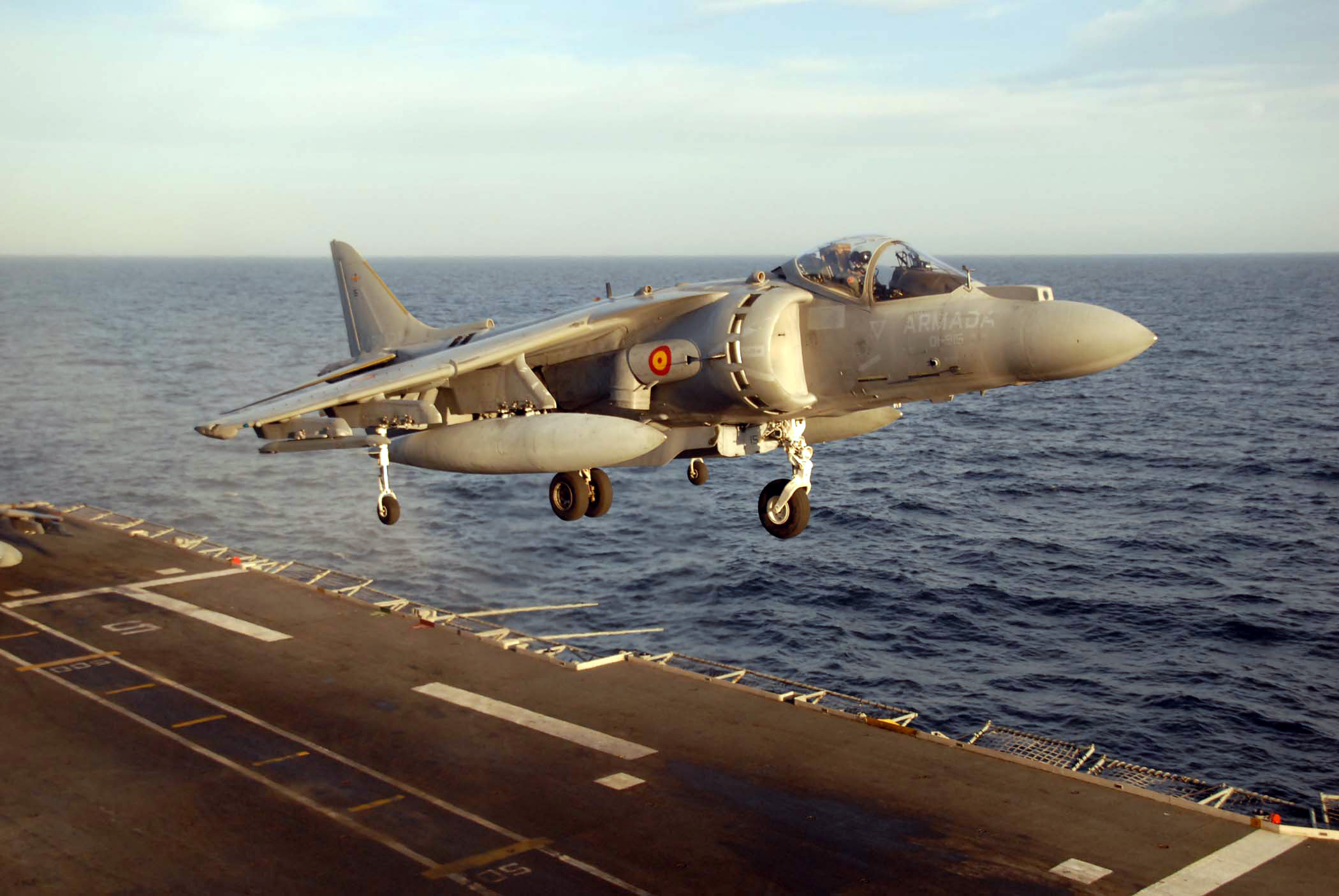
Un AV-8B Harrier II Plus in appontaggio verticale sulla Príncipe de Asturias

Il suo gruppo aereo imbarcato comprendeva fino a 29 mezzi aerei, tra i quali i caccia STOVL AV-8 Harrier II e AV-8B Harrier II Plus, un mix di elicotteri Sikorsky Sea King SH-3H, Agusta AB-212 e due Sikorsky SH-3 AEW. il trampolino (ski-jump) anteriore per il decollo degli aerei con un maggior carico utile era di 12° e 46,5 m di lunghezza contro il resto del ponte di volo di 173 m.